# Jœuf
Jœuf è un comune francese di 6 518 abitanti situato nel dipartimento della Meurthe e Mosella nella regione del Grand Est.

## Società

### Evoluzione demografica
Abitanti censiti

## Amministrazione

### Gemellaggi
- Monte San Giusto

## Sport
Il comune ha dato i natali al campione di calcio francese Michel Platini, uno dei più noti calciatori al mondo, tre volte consecutive vincitore del Pallone d'oro.